# 日本学術会議協力学術研究団体
日本学術会議協力学術研究団体（にほんがくじゅつかいぎきょうりょくがくじゅつけんきゅうだんたい）とは、「学術研究の向上を図ることを主たる目的とし、研究者によって自主的に運営されており、なおかつ規定人数以上の構成員規模を有する」などの一定の要件を満たし、日本学術会議から指定を受けた学術研究団体である。協力学術研究団体とも略される。1984年に発足した「登録学術研究団体」制度と「広報協力学術研究団体」制度が、2005年の日本学術会議法改正により統合される形で新たに発足された制度である。
当該指定制度を司る日本学術会議は、日本学術会議法に基づく内閣総理大臣所管の科学者の日本国代表機関として、政府に対し、科学振興・科学技術発展・科学研究活用、ならびに科学研究者養成などに関する政策提言・勧告の法的権限を有する諮問機関であり、日本学術会議協力学術研究団体は、その日本学術会議と公的な協働関係にある学術研究団体である。旧称は「日本学術会議登録学術研究団体」。
協力学術研究団体は学術会議ホームページのほか、日本学術会議、日本学術協力財団、科学技術振興機構が共同で運営する『学会名鑑』にも記載される。

## 概要
日本学術会議から「日本学術会議協力学術研究団体」として指定を受けるためには、下記の4つの要件を満たすことが必要と定められている。
（「連合体」の場合は、3つ以上の「協力学術研究団体」を含んでいること。それ以外の団体が含まれている場合は、各団体が下記1～4を満たしていること。）
1. 学術研究の向上発達を主たる目的として、その達成のための学術研究活動を行っていること
2. 活動が研究者自身の運営により行われていること
3. 構成員（個人会員）が100人以上であり、かつ研究者の割合が半数以上であること
4. 学術研究（論文等）を掲載する機関誌を年1回継続して発行していること

## 日本学術会議協力学術研究団体一覧
※2010年4月16日現在

### 学会
| 目次     |          |          |          |          |
| あ行     | か行     | さ行     | た行     | な行     |
| は行     | ま行     | や行     | ら行     | わ行     |
| 日本あ行 | 日本か行 | 日本さ行 | 日本た行 | 日本な行 |
| 日本は行 | 日本ま行 | 日本や行 | 日本ら行 | 日本わ行 |

日本学術会議協力学術研究団体のうち、名称に「学会」とつく学術研究団体は下記の通り
あ行
- アート・ドキュメンテーション学会
- アイリス英語教育学会
- 秋田医学会
- アジア教育史学会
- アジア市場経済学会
- アジア政経学会
- アジア鋳造技術史学会
- アジア民族造形学会
- アメリカ学会
- 安全工学会
- 生き物文化誌学会
- イギリス・ロマン派学会
- 意匠学会
- イタリア学会
- 異文化間教育学会
- 異文化経営学会
- 異文化コミュニケーション学会
- 医用画像情報学会
- 医療経済学会
- 岩手医科大学歯学会
- 岩手医学会
- 印度学宗教学会
- インド思想史学会
- 英語語法文法学会
- 映像情報メディア学会
- 英米文化学会
- エネルギー・資源学会
- エレクトロニクス実装学会
- 園芸学会
- 英語コーパス学会
- 応用生態工学会
- 応用地域学会
- 応用統計学会
- 応用動物行動学会
- 応用物理学会
- 大阪歯科学会
- 大阪体育学会
- 大阪歴史学会
- オーストラリア学会
- 桜門ドイツ文学会
- 岡山医学会
- 岡山歯学会

か行
- 会計理論学会
- 外国語教育メディア学会
- 解釈学会
- 海洋音響学会
- 海洋気象学会
- 海洋調査技術学会
- 海洋理工学会
- 科学技術社会論学会
- 科学基礎論学会
- 化学工学会
- 化学史学会
- 画像電子学会
- 家族問題研究学会
- 形の科学会
- 金沢大学十全医学会
- 火薬学会
- 環境科学会
- 環境技術学会
- 環境資源工学会
- 環境社会学会
- 関西社会学会
- 関西ベンチャー学会
- 環太平洋産業連関分析学会
- 関東教育学会
- 関東社会学会
- 関東整形災害外科学会
- 関東畜産学会
- 環境法政策学会
- 環境システム計測制御学会
- 環太平洋応用言語学会
- 関東都市学会
- 関西倫理学会
- 環境芸術学会
- 観光まちづくり学会
- 北ヨーロッパ学会
- 岐阜歯科学会
- 九州歯科学会
- 九州中国学会
- 漁業経済学会
- 九州法学会
- 教育史学会
- 教育システム情報学会
- 教育思想史学会
- 教育哲学会
- 教育目標・評価学会
- 杏林医学会
- キリスト教史学会
- 共生社会システム学会
- 北日本漁業経済学会
- 極限環境生物学会
- 空気調和・衛生工学会
- クロマトグラフィー科学会
- 軍事史学会
- 訓点語学会
- クィア学会
- 経営学史学会
- 経営行動科学学会
- 経営行動研究学会
- 経営史学会
- 経営情報学会
- 経営哲学学会
- 慶應医学会
- 景気循環学会
- 軽金属学会
- 経済学史学会
- 経済社会学会
- 経済地理学会
- 経済統計学会
- 経済理論学会
- KJ法学会
- 計測自動制御学会
- 藝能史研究會
- 計量国語学会
- 研究・技術計画学会
- 言語人文学会
- 言語処理学会
- 憲法学会
- 芸術工学会
- 経済教育学会
- コ・メディカル形態機能学会
- 公益事業学会
- 工業経営研究学会
- 公共選択学会
- 口腔病学会
- 硬組織再生生物学会
- 交通史学会
- 高分子学会
- 国際アジア文化学会
- 国際安全保障学会
- 国際会計研究学会
- 国際開発学会
- 国際公会計学会
- 国際公共経済学会
- 国際ジェンダー学会
- 国際私法学会
- 国際女性スポーツ学会
- 国際ビジネス研究学会
- 国際ビジネスコミュニケーション学会
- 国際服飾学会
- 国際法学会
- 国際ボランティア学会
- 古事記学会
- 個体群生態学会
- こども環境学会
- 駒沢史学会
- 国際浮世絵学会
- 国際染色体植物学会
- コミュニティ政策学会
- 古代アメリカ学会
- 国際安全保障学会
- 国際文化表現学会
- 子どもと自然学会
- 高温学会
- 国際アジア共同体学会
- 交通権学会
- 国際戦略経営研究学会

さ行
- サイコアナリティカル英文学会
- サウンディングズ英語英米文学会
- 錯体化学会
- サゴヤシ学会
- 砂防学会
- 産学連携学会
- 産業学会
- 産業考古学会
- 産業・組織心理学会
- ジェンダー史学会
- ジェンダー法学会
- 歯科基礎医学会
- 史学会
- 資源・素材学会
- 資源地質学会
- 資産評価政策学会
- システム監査学会
- システム制御情報学会
- システム農学会
- 実践経営学会
- 実践総合農学会
- 信濃史学会
- 地盤工学会
- 耳鼻咽喉科臨床学会
- 社会・経済システム学会
- 社会系教科教育学会
- 社会経済史学会
- 社会言語科学会
- 社会事業史学会
- 社会思想史学会
- 社会政策学会
- 社会文化史学会
- 可視化情報学会
- ジャポニスム学会
- 獣医疫学会
- 獣医麻酔外科学会
- 「宗教と社会」学会
- 宗教倫理学会
- 種生物学会
- 樹木医学会
- 証券経済学会
- 上代文学会
- 商品開発・管理学会
- 情報計算化学生物学会
- 情報コミュニケーション学会
- 情報処理学会
- 情報知識学会
- 情報文化学会
- 照明学会
- 昭和大学・昭和歯学会
- 書学書道史学会
- 植生学会
- 触媒学会
- 植物化学調節学会
- 人工知能学会
- 人材育成学会
- 身体運動文化学会
- 人体科学会
- 神道宗教学会
- 人文地理学会
- 森林立地学会
- 森林利用学会
- 情報社会学会
- 情報通信学会
- 室内環境学会
- 情報システム学会
- 進化経済学会
- 食農資源経済学会
- 社叢学会
- 小学校英語教育学会
- 自治体学会
- 宗教哲学会
- 社会文化学会
- 信用理論研究学会
- 水産海洋学会
- 水文・水資源学会
- 数学教育学会
- 数理科学会
- 数理社会学会
- 鈴屋学会
- 駿台史学会
- スポーツ史学会
- 生活経済学会
- 政治経済学・経済史学会
- 政治思想学会
- 生態工学会
- 静電気学会
- 精密工学会
- 税務会計研究学会
- 聖路加看護学会
- 世界文学会
- 世界法学会
- 石油学会
- 説話・伝承学会
- セルロース学会
- 繊維学会
- 全国英語教育学会
- 全国語学教育学会
- 全国社会科教育学会
- 全国大学国語教育学会
- 全国大学国語国文学会
- 全国大学書写書道教育学会
- 全国大学書道学会
- 全日本鍼灸学会
- 全日本博物館学会
- 染色体学会
- 政策情報学会
- 全国大学音楽教育学会
- 戦略研究学会
- 全国地方教育史学会
- 整形外科リハビリテーション学会
- 総合人間学会
- 組織学会
- 総合観光学会

た行
- 大学英語教育学会
- 大学教育学会
- 大気環境学会
- 太平洋学会
- ダム工学会
- 炭素材料学会
- 多文化関係学会
- 大学評価学会
- 地域安全学会
- 地域漁業学会
- 地域社会学会
- 地域農林経済学会
- 地域文化学会
- 地球電磁気・地球惑星圏学会
- 智山勧学会
- 地中海学会
- 千葉看護学会
- 茶の湯文化学会
- 中央史学会
- 中国・四国整形外科学会
- 中国経済学会
- 中国四国教育学会
- 中国社会文化学会
- 中国文化学会
- 中古文学会
- 中四国商経学会
- 中部日本整形外科災害外科学会
- 中部農業経済学会
- 朝鮮学会
- 地理科学学会
- 地理情報システム学会
- 中世哲学会
- 中国経営管理学会
- 地域地理科学会
- 筑波大学哲学・思想学会
- 低温生物工学会
- 哲学会
- 鉄道史学会
- 電気化学会
- 電気学会
- 電気設備学会
- 電子情報通信学会
- 電子スピンサイエンス学会
- ディスクロージャー研究学会
- 東海印度学仏教学会
- 東海大学史学会
- 東京歯科大学学会
- 東南アジア学会
- 東南アジア考古学会
- 道南医学会
- 動物臨床医学会
- 東方学会
- 東北医学会
- 東北矯正歯科学会
- 東北経済学会
- 東北芸術文化学会
- 東北史学会
- 東北社会学会
- 東北森林科学会
- 東北整形災害外科学会
- 東北大学歯学会
- 東北畜産学会
- 東北地理学会
- 東北農業経済学会
- 東洋音楽学会
- 東洋陶磁学会
- 都市住宅学会
- 土壌物理学会
- 土木学会
- 砥粒加工学会
- 東北地区歯科医学会
- 東京体育学会
- 富山考古学会

な行
- 内陸アジア史学会
- 新潟歯学会
- 西田哲学会
- 西日本社会学会
- 西日本整形・災害外科学会
- 西日本哲学会
- 日仏教育学会
- 日英・英語教育学会
- 日仏海洋学会
- 日中社会学会
- 日仏社会学会
- 日米高齢者保健福祉学会
- ニュージーランド学会
- 日英教育学会
- 日本国際情報学会
- 日本語用論学会
- 認知神経科学会
- 人間・環境学会
- 人間・植物関係学会
- 農業食料工学会
- 農業施設学会
- 農業情報学会
- 農業生産技術管理学会
- 農業農村工学会
- 農業問題研究学会
- 農村計画学会

は行
- パーリ学仏教文化学会
- 廃棄物資源循環学会
- 俳文学会
- 白山史学会
- バレーボール学会
- パワーエレクトロニクス学会
- 非営利法人研究学会
- 美学会
- 比較家族史学会
- 比較眼科学会
- 比較経済体制学会
- 比較思想学会
- 比較舞踊学会
- 比較文明学会
- 比較法学会
- 東アジア近代史学会
- 東アジア日本語教育・日本文化研究学会
- 東日本整形災害外科学会
- ビジネスモデル学会
- 美術科教育学会
- 美術史学会
- ヒトと動物の関係学会
- ヒューマンインタフェース学会
- 表現学会
- 漂着物学会
- 弘前医学会
- 広島芸術学会
- 広島大学歯学会
- 広島哲学会
- 品質工学会
- ファッションビジネス学会
- 仏教思想学会
- 福岡歯科大学学会
- 福祉社会学会
- 福島医学会
- 服飾美学会
- 服飾文化学会
- 佛教文化学会
- 物理探査学会
- 舞踊学会
- プラスチック成形加工学会
- プラズマ・核融合学会
- プラズマ応用科学会
- フランス教育学会
- プロジェクトマネジメント学会
- 文化経済学会
- 文化財保存修復学会
- 文化史学会
- 粉体工学会
- 文理シナジー学会
- 富士学会
- 分子科学会
- 防衛法学会
- 包括システムによる日本ロールシャッハ学会
- 法制史学会
- 放電学会
- 法とコンピュータ学会
- 法と心理学会
- 法文化学会
- 北東アジア学会
- 北海道医学会
- 北海道歯学会
- 北海道社会学会
- 北海道心理学会
- 北海道整形災害外科学会
- 北海道畜産学会
- 北海道都市地域学会
- 北海道農業経済学会
- 北海道体育学会
- 北陸都市史学会

ま行
- マテリアルライフ学会
- マリンバイオテクノロジー学会
- 萬葉学会
- 水資源・環境学会
- 民族藝術学会
- 民俗芸能学会
- 無機マテリアル学会
- 明治維新史学会
- メンタルケア学術学会
- 木質炭化学会
- もったいない学会

や行
- 安田女子大学 児童教育学会
- 野生生物保護学会
- 山口大学医学会
- 幼児教育史学会
- 溶接学会

ら行
- ランニング学会
- ラテン・アメリカ政経学会
- 理学療法科学学会
- 立教大学史学会
- 立正大学史学会
- 留学生教育学会
- 琉球医学会
- 龍谷史学会
- 林業経済学会
- 臨床教科教育学会
- 臨床法学教育学会レーザー学会
- 歴史人類学会
- 歴史地理学会
- 歴史学会
- ロシア・東欧学会
- 労務理論学会

わ行
- 和歌文学会
- 和歌山地理学会
- 和漢医薬学会
- 和漢比較文学会
- 早稲田大学史学会
- 早稲田大学東洋哲学会

日本あ行
- 日本アーカイブズ学会
- 日本RNA学会
- 日本顎関節学会
- 日本味と匂学会
- 日本アダプテッド体育・スポーツ学会
- 日本アフリカ学会
- 日本アミノ酸学会
- 日本アメリカ史学会
- 日本アルコール・薬物医学会
- 日本アレルギー学会
- 日本安全教育学会
- 日本安定同位体・生体ガス医学応用学会
- 日本アメリカ文学会
- 日本足の外科学会
- 日本EU学会
- 日本イオン交換学会
- 日本医科器械学会
- 日本医学会
- 日本医学教育学会
- 日本医学哲学・倫理学会
- 日本医学物理学会
- 日本医学放射線学会
- 日本イギリス児童文学会
- 日本育種学会
- 日本育療学会
- 日本医工学治療学会
- 日本医史学会
- 日本医事法学会
- 日本移植学会
- 日本医真菌学会
- 日本イスパニヤ学会
- 日本遺伝学会
- 日本衣服学会
- 日本移民学会
- 日本医用画像工学会
- 日本医用マススペクトル学会
- 日本医療経済学会
- 日本医療社会福祉学会
- 日本医療薬学会
- 日本印度学仏教学会
- 日本医療マネジメント学会
- 日本イギリス哲学会
- 日本インターンシップ学会
- 日本遺伝カウンセリング学会
- 日本イメージ心理学会
- 日本ヴィクトリア朝文化研究学会
- 日本ウイルス学会
- 日本ウォーキング学会
- 日本雨水資源化システム学会
- 日本宇宙航空環境医学会
- 日本宇宙生物科学会
- 日本うつ病学会
- 日本ウマ科学会
- 日本運動・スポーツ科学学会
- 日本運動器リハビリテーション学会
- 日本運動生理学会
- 日本エアロゾル学会
- 日本英学史学会
- 日本英語音声学会
- 日本英語コミュニケーション学会
- 日本英語表現学会
- 日本エイズ学会
- 日本衛生学会
- 日本衛生動物学会
- 日本映像学会
- 日本英文学会
- 日本栄養・食糧学会
- 日本栄養改善学会
- 日本AEM学会
- 日本疫学会
- 日本液晶学会
- 日本NIE学会
- 日本NPO学会
- 日本エネルギー学会
- 日本エミリィ・ディキンスン学会
- 日本LD学会
- 日本沿岸域学会
- 日本演劇学会
- 日本炎症・再生医学会
- 日本英語学会
- 日本英語文化学会
- 日本英語教育史学会
- 日本応用教育心理学会
- 日本応用磁気学会
- 日本応用数理学会
- 日本応用地質学会
- 日本応用糖質科学会
- 日本応用動物昆虫学会
- 日本応用老年学会
- 日本オセアニア学会
- 日本オペレーションズ・リサーチ学会
- 日本オリエント学会
- 日本音楽教育学会
- 日本音楽表現学会
- 日本音楽療法学会
- 日本音響学会
- 日本音声学会
- 日本音声言語医学会
- 日本温泉科学会
- 日本温泉気候物理医学会
- 日本音楽学会
- 日本オーラル・ヒストリー学会
- 日本応用心理学会
- 日本オーストリア文学会

日本か行
- 日本海岸林学会
- 日本会計研究学会
- 日本会計史学会
- 日本介護福祉学会
- 日本外傷学会
- 日本海水学会
- 日本開発工学会
- 日本解剖学会
- 日本解放社会学会
- 日本海洋学会
- 日本海洋工学会
- 日本カウンセリング学会
- 日本家屋害虫学会
- 日本化学会
- 日本科学技術史学会
- 日本科学教育学会
- 日本科学史学会
- 日本科学哲学会
- 日本化学療法学会
- 日本家禽学会
- 日本核医学会
- 日本顎顔面補綴学会
- 日本顎口腔機能学会
- 日本顎咬合学会
- 日本学生相談学会
- 日本顎変形症学会
- 日本角膜学会
- 日本火災学会
- 日本火山学会
- 日本ガスタービン学会
- 日本家政学会
- 日本風工学会
- 日本画像学会
- 日本家族看護学会
- 日本加速器学会
- 日本家族研究・家族療法学会
- 日本家族社会学会
- 日本家族心理学会
- 日本肩関節学会
- 日本家畜衛生学会
- 日本家畜管理学会
- 日本家畜臨床学会
- 日本学校音楽教育実践学会
- 日本学校カウンセリング学会
- 日本学校教育相談学会
- 日本学校図書館学会
- 日本学校保健学会
- 日本学校メンタルヘルス学会
- 日本活断層学会
- 日本家庭科教育学会
- 日本家庭教育学会
- 日本カトリック教育学会
- 日本カナダ学会
- 日本花粉学会
- 日本歌謡学会
- 日本カリキュラム学会
- 日本眼炎症学会
- 日本眼科学会
- 日本眼科手術学会
- 日本癌学会
- 日本がん看護学会
- 日本眼感染症学会
- 日本環境化学会
- 日本環境学会
- 日本環境感染学会
- 日本環境教育学会
- 日本環境共生学会
- 日本環境動物昆虫学会
- 日本環境変異原学会
- 日本眼光学学会
- 日本観光学会
- 日本観光研究学会
- 日本看護科学学会
- 日本看護学教育学会
- 日本看護研究学会
- 日本看護診断学会
- 日本看護福祉学会
- 日本監査研究学会
- 日本感情心理学会
- 日本感性工学会
- 日本岩石鉱物鉱床学会
- 日本関節鏡・膝・スポーツ整形外科学会
- 日本感染症学会
- 日本肝臓学会
- 日本肝胆膵外科学会
- 日本癌治療学会
- 日本冠動脈外科学会
- 日本眼内レンズ屈折手術学会
- 日本官能評価学会
- 日本管理会計学会
- 日本学習社会学会
- 日本学校健康相談学会
- 日本環境管理学会
- 日本観光ホスピタリティ教育学会
- 日本看護管理学会
- 日本環境毒性学会
- 日本画像医学会
- 日本学校教育学会
- 日本学校ソーシャルワーク学会
- 日本学校心理学会
- 日本機械学会
- 日本気管食道科学会
- 日本記号学会
- 日本義肢装具学会
- 日本技術史教育学会
- 日本気象学会
- 日本寄生虫学会
- 日本基礎心理学会
- 日本基礎造形学会
- 日本基礎老化学会
- 日本キチン・キトサン学会
- 日本希土類学会
- 日本きのこ学会
- 日本キャリア教育学会
- 日本キャリアデザイン学会
- 日本救急医学会
- 日本教育医学会
- 日本教育学会
- 日本教育行政学会
- 日本教育経営学会
- 日本教育工学会
- 日本教育実践学会
- 日本教育社会学会
- 日本教育情報学会
- 日本教育心理学会
- 日本教育制度学会
- 日本教育法学会
- 日本教育方法学会
- 日本教育メディア学会
- 日本教科教育学会
- 日本教材学会
- 日本教師教育学会
- 日本矯正医学会
- 日本行政学会
- 日本矯正歯科学会
- 日本協同組合学会
- 日本胸部外科学会
- 日本魚類学会
- 日本基督教学会
- 日本菌学会
- 日本近世文学会
- 日本金属学会
- 日本金融学会
- 日本キリスト教教育学会
- 日本教授学習心理学会
- 日本危機管理学会
- 日本近代文学会
- 日本空法学会
- 日本蜘蛛学会
- 日本グループ・ダイナミックス学会
- 日本経営会計学会
- 日本経営学会
- 日本経営教育学会
- 日本経営工学会
- 日本経営財務研究学会
- 日本経営システム学会
- 日本経営診断学会
- 日本経営数学会
- 日本経営分析学会
- 日本経営倫理学会
- 日本計画行政学会
- 日本景観生態学会
- 日本経済学会
- 日本経済政策学会
- 日本経済法学会
- 日本計算機統計学会
- 日本計算工学会
- 日本芸術療法学会
- 日本形成外科学会
- 日本刑法学会
- 日本計量生物学会
- 日本外科学会
- 日本血液学会
- 日本結核・非結核性抗酸菌症学会
- 日本血管外科学会
- 日本結晶学会
- 日本結晶成長学会
- 日本血栓止血学会
- 日本原価計算研究学会
- 日本研究皮膚科学会
- 日本健康医学会
- 日本健康科学学会
- 日本健康行動科学会
- 日本健康心理学会
- 日本健康相談活動学会
- 日本言語学会
- 日本現象学会
- 日本原子力学会
- 日本現代中国学会
- 日本建築学会
- 日本顕微鏡学会
- 日本景観学会
- 日本健康教育学会
- 日本K-ABCアセスメント学会
- 日本ケミカルバイオロジー学会
- 日本計量史学会
- 日本計算数理工学会
- 日本高圧力学会
- 日本航海学会
- 日本口蓋裂学会
- 日本工学会
- 日本工業所有権法学会
- 日本公共政策学会
- 日本口腔・咽頭科学会
- 日本口腔インプラント学会
- 日本航空宇宙学会
- 日本口腔衛生学会
- 日本口腔科学会
- 日本口腔外科学会
- 日本口腔腫瘍学会
- 日本口腔内科学会
- 日本口腔病理学会
- 日本口腔リハビリテーション学会
- 日本広告学会
- 日本高次脳機能障害学会
- 日本公衆衛生学会
- 日本交渉学会
- 日本香粧品学会
- 日本口承文芸学会
- 日本高専学会
- 日本交通医学会
- 日本行動医学会
- 日本行動科学学会
- 日本喉頭科学会
- 日本行動計量学会
- 日本行動分析学会
- 日本行動療法学会
- 日本更年期医学会
- 日本鉱物学会
- 日本公法学会
- 日本公民教育学会
- 日本交流分析学会
- 日本港湾経済学会
- 日本語学会
- 日本股関節学会
- 日本呼吸器学会
- 日本呼吸器外科学会
- 日本呼吸器内視鏡学会
- 日本呼吸療法医学会
- 日本語教育学会
- 日本国語教育学会
- 日本国際観光学会
- 日本国際教育学会
- 日本国際経済学会
- 日本国際経済法学会
- 日本国際政治学会
- 日本国際地域開発学会
- 日本国際地図学会
- 日本国際秘書学会
- 日本国際文化学会
- 日本語ジェンダー学会
- 日本古生物学会
- 日本骨折治療学会
- 日本骨代謝学会
- 日本子ども社会学会
- 日本コミュニケーション学会
- 日本コミュニケーション障害学会
- 日本古文書学会
- 日本ゴルフ学会
- 日本混相流学会
- 日本コンタクトレンズ学会
- 日本昆虫学会
- 日本コンピュータ化学会
- 日本コンピュータ外科学会
- 日本国際文化学会
- 日本国際保健医療学会
- 日本語用論学会
- 日本鉱物科学会
- 日本広報学会

日本さ行
- 日本災害看護学会
- 日本細菌学会
- 日本再生医療学会
- 日本財政学会
- 日本再生歯科医学会
- 日本財政法学会
- 日本在宅ケア学会
- 日本サイトメトリー学会
- 日本細胞生物学会
- 日本催眠医学心理学会
- 日本催眠学会
- 日本材料科学会
- 日本材料学会
- 日本砂丘学会
- 日本作物学会
- 日本雑草学会
- 日本沙漠学会
- 日本山岳修験学会
- 日本山岳文化学会
- 日本産科婦人科学会
- 日本産科婦人科内視鏡学会
- 日本産業衛生学会
- 日本産業カウンセリング学会
- 日本産業技術教育学会
- 日本産業技術史学会
- 日本産業教育学会
- 日本産業ストレス学会
- 日本産業動物獣医学会
- 日本蚕糸学会
- 日本財務管理学会
- 日本酸化ストレス学会
- 日本歯科医学会
- 日本歯科医学教育学会
- 日本歯科医史学会
- 日本歯科医療管理学会
- 日本歯科医療福祉学会
- 日本耳科学会
- 日本歯科技工学会
- 日本視覚学会
- 日本歯科心身医学会
- 日本歯科審美学会
- 日本歯科大学歯学会
- 日本歯科東洋医学会
- 日本歯科放射線学会
- 日本歯科保存学会
- 日本歯科麻酔学会
- 日本歯科薬物療法学会
- 日本歯科理工学会
- 日本時間生物学会
- 日本磁気共鳴医学会
- 日本色彩学会
- 日本自己血輸血学会
- 日本時事英語学会
- 日本脂質生化学会
- 日本歯周病学会
- 日本思春期学会
- 日本地震学会
- 日本地震工学会
- 日本地すべり学会
- 日本自然災害学会
- 日本思想史学会
- 日本実験動物学会
- 日本質的心理学会
- 日本実用英語学会
- 日本質量分析学会
- 日本児童学会
- 日本児童青年精神医学会
- 日本児童文学学会
- 日本歯内療法学会
- 日本芝草学会
- 日本耳鼻咽喉科学会
- 日本耳鼻咽喉科免疫アレルギー学会
- 日本私法学会
- 日本シミュレーション＆ゲーミング学会
- 日本シミュレーション学会
- 日本社会科教育学会
- 日本社会学史学会
- 日本社会学会
- 日本社会関連会計学会
- 日本社会教育学会
- 日本社会心理学会
- 日本社会精神医学会
- 日本社会病理学会
- 日本社会福祉学会
- 日本社会福祉実践理論学会
- 日本社会文学会
- 日本社会分析学会
- 日本社会保障法学会
- 日本弱視斜視学会
- 日本写真学会
- 日本写真測量学会
- 日本獣医画像診断学会
- 日本獣医学会
- 日本獣医公衆衛生学会
- 日本獣医循環器学会
- 日本宗教学会
- 日本周産期・新生児医学会
- 日本重症心身障害学会
- 日本集中治療医学会
- 日本柔道整復接骨医学会
- 日本18世紀学会
- 日本手術医学会
- 日本受精着床学会
- 日本出版学会
- 日本循環器学会
- 日本生涯教育学会
- 日本障害者歯科学会
- 日本生涯スポーツ学会
- 日本消化器がん検診学会
- 日本消化器外科学会
- 日本消化器内視鏡学会
- 日本消化器病学会
- 日本消化吸収学会
- 日本商業学会
- 日本醸造学会
- 日本小動物獣医学会
- 日本小児アレルギー学会
- 日本小児栄養消化器肝臓学会
- 日本小児科学会
- 日本小児がん学会
- 日本小児看護学会
- 日本小児感染症学会
- 日本小児救急医学会
- 日本小児外科学会
- 日本小児血液学会
- 日本小児歯科学会
- 日本小児耳鼻咽喉科学会
- 日本小児循環器学会
- 日本小児神経学会
- 日本小児神経外科学会
- 日本小児心身医学会
- 日本小児腎臓病学会
- 日本小児整形外科学会
- 日本小児精神神経学会
- 日本小児内分泌学会
- 日本小児放射線学会
- 日本消費者教育学会
- 日本消費者行動研究学会
- 日本商品学会
- 日本情報経営学会
- 日本情報地質学会
- 日本生薬学会
- 日本職業リハビリテーション学会
- 日本食生活学会
- 日本植生史学会
- 日本褥瘡学会
- 日本食品衛生学会
- 日本食品科学工学会
- 日本食品工学会
- 日本食品微生物学会
- 日本食品保蔵科学会
- 日本植物学会
- 日本植物細胞分子生物学会
- 日本植物生理学会
- 日本植物病理学会
- 日本植物分類学会
- 日本助産学会
- 日本女性学会
- 日本女性心身医学会
- 日本Shock学会
- 日本自律訓練学会
- 日本自律神経学会
- 日本シルク学会
- 日本心エコー図学会
- 日本進化学会
- 日本神経外傷学会
- 日本神経回路学会
- 日本神経化学会
- 日本神経科学学会
- 日本神経学会
- 日本神経眼科学会
- 日本神経精神薬理学会
- 日本神経病理学会
- 日本心血管インターベンション学会
- 日本人口学会
- 日本人工臓器学会
- 日本心身医学会
- 日本腎臓学会
- 日本心臓血管外科学会
- 日本心臓病学会
- 日本心不全学会
- 日本信頼性学会
- 日本心理学会
- 日本心療内科学会
- 日本診療録管理学会
- 日本心理臨床学会
- 日本森林学会
- 日本人類遺伝学会
- 日本人類学会
- 日本ジェンダー学会
- 日本ジェネリック医薬品学会
- 日本小児口腔外科学会
- 日本植物形態学会
- 日本社会学理論学会
- 日本心血管カテーテル治療学会
- 日本食物繊維学会
- 日本消費経済学会
- 日本社会薬学会
- 日本情報ディレクトリ学会
- 日本人権教育研究学会
- 日本食育学会
- 日本水産学会
- 日本水産工学会
- 日本水産増殖学会
- 日本膵臓学会
- 日本睡眠学会
- 日本水文科学会
- 日本数学会
- 日本数学教育学会
- 日本数学史学会
- 日本数式処理学会
- 日本数理生物学会
- 日本図学会
- 日本スキー学会
- 日本ストーマリハビリテーション学会
- 日本ストレス学会
- 日本スプリント学会
- 日本スポーツ運動学会
- 日本スポーツ教育学会
- 日本スポーツ産業学会
- 日本スポーツ歯科医学会
- 日本スポーツ社会学会
- 日本スポーツ心理学会
- 日本スポーツ人類学会
- 日本スポーツとジェンダー学会
- 日本スポーツ方法学会
- 日本スラブ東欧学会
- 日本スポーツ法学会
- 日本ストレスマネジメント学会
- 日本生化学会
- 日本声楽発声学会
- 日本生活科・総合的学習教育学会
- 日本生活学会
- 日本生活支援工学会
- 日本生活指導学会
- 日本生活文化史学会
- 日本性感染症学会
- 日本整形外科学会
- 日本整形外科スポーツ医学会
- 日本生産管理学会
- 日本政治学会
- 日本生殖医学会
- 日本生殖免疫学会
- 日本精神衛生学会
- 日本精神病理学会
- 日本精神分析学会
- 日本精神保健看護学会
- 日本精神保健社会学会
- 日本生体医工学会
- 日本生態学会
- 日本生徒指導学会
- 日本青年心理学会
- 日本生物学的精神医学会
- 日本生物環境工学会
- 日本生物教育学会
- 日本生物工学会
- 日本生物地理学会
- 日本生物物理学会
- 日本税法学会
- 日本生命倫理学会
- 日本西洋古典学会
- 日本西洋史学会
- 日本生理学会
- 日本生理心理学会
- 日本生理人類学会
- 日本脊髄外科学会
- 日本脊椎脊髄病学会
- 日本セキュリティ・マネジメント学会
- 日本設計工学会
- 日本舌側矯正歯科学会
- 日本接着学会
- 日本接着歯学会
- 日本雪氷学会
- 日本繊維製品消費科学会
- 日本選挙学会
- 日本全身咬合学会
- 日本蘚苔類学会
- 日本選択理論心理学会
- 日本線虫学会
- 日本先天異常学会
- 日本先天代謝異常学会
- 日本船舶海洋工学会
- 日本生気象学会
- 日本全体構造臨床言語学会
- 日本繊維機械学会
- 日本造園学会
- 日本騒音制御工学会
- 日本創外固定・骨延長学会
- 日本総合診療医学会
- 日本総合病院精神医学会
- 日本創造学会
- 日本草地学会
- 日本藻類学会
- 日本測地学会
- 日本組織細胞化学会
- 日本組織適合性学会
- 日本組織培養学会
- 日本咀嚼学会
- 日本塑性加工学会
- 日本蘇生学会
- 日本租税理論学会
- 日本ソフトウェア科学会
- 日本村落研究学会
- 日本早期認知症学会
- 日本臓器保存生物医学会
- 日本ソロー学会
- 日本ソーシャルワーク学会

日本た行
- 日本体育・スポーツ経営学会
- 日本体育・スポーツ・健康学会（日本体育学会）
- 日本体育・スポーツ哲学会
- 日本体育測定評価学会
- 日本大学医学会
- 日本大学歯学会
- 日本大学史学会
- 日本大学社会学会
- 日本堆積学会
- 日本体操競技・器械運動学会
- 日本大腸肛門病学会
- 日本太陽エネルギー学会
- 日本第四紀学会
- 日本体力医学会
- 日本ダニ学会
- 日本胆道学会
- 日本蛋白質科学会
- 日本体操学会
- 日本体育科教育学会
- 日本体育・スポーツ政策学会
- 日本タイ学会
- 日本暖地畜産学会
- 日本台湾学会
- 日本地域学会
- 日本地域看護学会
- 日本地域経済学会
- 日本地域政策学会
- 日本地域福祉学会
- 日本地学教育学会
- 日本地下水学会
- 日本地球化学会
- 日本畜産学会
- 日本知財学会
- 日本地質学会
- 日本地熱学会
- 日本知能情報ファジィ学会
- 日本地方財政学会
- 日本地方自治学会
- 日本中国学会
- 日本中国考古学会
- 日本中国語学会
- 日本中小企業学会
- 日本中世英語英文学会
- 日本鋳造工学会
- 日本中東学会
- 日本超音波医学会
- 日本超音波検査学会
- 日本聴覚医学会
- 日本鳥学会
- 日本調理科学会
- 日本地理学会
- 日本地理教育学会
- 日本地衣学会
- 日本中性子科学会
- 日本痛風・核酸代謝学会
- 日本通訳翻訳学会
- 日本定位・機能神経外科学会
- 日本DNA多型学会
- 日本庭園学会
- 日本低温医学会
- 日本データベース学会
- 日本デザイン学会
- 日本哲学会
- 日本テニス学会
- 日本手の外科学会
- 日本デューイ学会
- 日本テレワーク学会
- 日本てんかん学会
- 日本電気泳動学会
- 日本展示学会
- 日本伝熱学会
- 日本天文学会
- 日本電話相談学会
- 日本頭蓋顎顔面外科学会
- 日本道教学会
- 日本洞窟学会
- 日本統計学会
- 日本頭頸部癌学会
- 日本頭頸部外科学会
- 日本糖質学会
- 日本島嶼学会
- 日本透析医学会
- 日本疼痛学会
- 日本道徳教育方法学会
- 日本糖尿病学会
- 日本糖尿病眼学会
- 日本糖尿病教育・看護学会
- 日本動物遺伝育種学会
- 日本動物学会
- 日本動物原虫病学会
- 日本動物細胞工学会
- 日本動物実験代替法学会
- 日本動物心理学会
- 日本動物分類学会
- 日本動脈硬化学会
- 日本東洋医学会
- 日本トキシコロジー学会
- 日本特殊教育学会
- 日本読書学会
- 日本毒性病理学会
- 日本独文学会
- 日本特別活動学会
- 日本特別ニーズ教育学会
- 日本時計学会
- 日本都市学会
- 日本都市計画学会
- 日本都市社会学会
- 日本土壌微生物学会
- 日本土壌肥料学会
- 日本図書館情報学会
- 日本トライボロジー学会
- 日本トレーニング科学会
- 日本動物行動学会
- 日本都市社会学会
- 日本道徳教育学会
- 日本トラウマティックストレス学会

日本な行
- 日本内科学会
- 日本内分泌学会
- 日本ナイル・エチオピア学会
- 日本難病看護学会
- 日本西アジア考古学会
- 日本乳酸菌学会
- 日本乳幼児教育学会
- 日本人間関係学会
- 日本人間工学会
- 日本人間性心理学会
- 日本認知科学会
- 日本認知言語学会
- 日本認知症学会
- 日本認知心理学会
- 日本人間学会
- 日本人間ドック学会
- 日本熱傷学会
- 日本熱測定学会
- 日本熱帯医学会
- 日本熱帯生態学会
- 日本熱帯農業学会
- 日本熱物性学会
- 日本年金学会
- 日本燃焼学会
- 日本粘土学会
- 日本農学会
- 日本農業気象学会
- 日本農業教育学会
- 日本農業経営学会
- 日本農業経済学会
- 日本農業史学会
- 日本農業市場学会
- 日本農業普及学会
- 日本農芸化学会
- 日本農作業学会
- 日本脳腫瘍病理学会
- 日本脳神経外科学会
- 日本脳神経CI学会
- 日本脳卒中学会
- 日本脳卒中の外科学会
- 日本農村医学会
- 日本農村生活学会
- 日本農薬学会
- 日本農業工学会
- 日本脳神経外科救急学会

日本は行
- 日本パーソナリティ心理学会
- 日本バーチャルリアリティ学会
- 日本バイオイメージング学会
- 日本バイオフィードバック学会
- 日本バイオメカニクス学会
- 日本肺癌学会
- 日本賠償科学会
- 日本ハイパーサーミア学会
- 日本白内障学会
- 日本箱庭療法学会
- 日本発生生物学会
- 日本発達障害学会
- 日本発達障害支援システム学会
- 日本発達心理学会
- 日本ばね学会
- 日本犯罪学会
- 日本犯罪社会学会
- 日本犯罪心理学会
- 日本繁殖生物学会
- 日本ハンセン病学会
- 日本肺サーファクタント・界面医学会
- 日本発育発達学会
- 日本バイオインフォマティクス学会
- 日本ピア・サポート学会
- 日本PDA製薬学会
- 日本鼻科学会
- 日本比較教育学会
- 日本比較経営学会
- 日本比較政治学会
- 日本比較生理生化学会
- 日本比較内分泌学会
- 日本比較文化学会
- 日本比較文学会
- 日本比較臨床医学会
- 日本微生物生態学会
- 日本ビタミン学会
- 日本ヒト細胞学会
- 日本泌尿器科学会
- 日本皮膚科学会
- 日本肥満学会
- 日本ヒューマン・ケア心理学会
- 日本病院・地域精神医学会
- 日本病院管理学会
- 日本美容外科学会
- 日本病態栄養学会
- 日本病態生理学会
- 日本表面科学会
- 日本病理学会
- 日本微量元素学会
- 日本品質管理学会
- 日本ビジネス実務学会
- 日本美術教育学会
- 日本ビジネス・マネジメント学会
- 日本評価学会
- 日本微生物資源学会
- 日本風俗史学会
- 日本フードシステム学会
- 日本複合材料学会
- 日本福祉教育・ボランティア学習学会
- 日本福祉心理学会
- 日本福祉のまちづくり学会
- 日本腹部救急医学会
- 日本不整脈学会
- 日本付着生物学会
- 日本仏教学会
- 日本仏教教育学会
- 日本仏教社会福祉学会
- 日本物理学会
- 日本物理教育学会
- 日本物流学会
- 日本ブドウ・ワイン学会
- 日本武道学会
- 日本不動産学会
- 日本プライマリ・ケア学会
- 日本プラグマティックス学会
- 日本プランクトン学会
- 日本フランス語フランス文学会
- 日本ブリーフセラピー協会
- 日本フルードパワーシステム学会
- 日本プロセス化学会
- 日本文化財科学会
- 日本文化人類学会
- 日本分子生物学会
- 日本分析化学会
- 日本文体論学会
- 日本VR医学会
- 日本ファイナンス学会
- 日本ブリーフサイコセラピー学会
- 日本フッ素化学会
- 日本フランス語学会
- 日本フードサービス学会
- 日本分光学会
- 日本平滑筋学会
- 日本ペインクリニック学会
- 日本ヘーゲル学会
- 日本ベジタリアン学会
- 日本ペスタロッチー・フレーベル学会
- 日本ペドロジー学会
- 日本ペプチド学会
- 日本ヘモレオロジー学会
- 日本ベントス学会
- 日本ペストロジー学会
- 日本ペット栄養学会
- 日本保育学会
- 日本法医学会
- 日本貿易学会
- 日本法科学技術学会
- 日本防菌防黴学会
- 日本法社会学会
- 日本放射光学会
- 日本放射線影響学会
- 日本放射線化学会
- 日本放射線技術学会
- 日本放射線腫瘍学会
- 日本法政学会
- 日本放線菌学会
- 日本包装学会
- 日本法中毒学会
- 日本法哲学会
- 日本保険医学会
- 日本保健医療行動科学会
- 日本保健医療社会学会
- 日本保健科学学会
- 日本保健物理学会
- 日本ホスピタリティ・マネジメント学会
- 日本母性衛生学会
- 日本補綴歯科学会
- 日本哺乳動物卵子学会
- 日本哺乳類学会
- 日本ポピュラー音楽学会
- 日本放射化学会
- 日本保険学会
- 日本補完代替医療学会
- 日本ホワイトヘッド・プロセス学会
- 日本放射線安全管理学会

日本ま行
- 日本マーケティング・サイエンス学会
- 日本マイクログラビティ応用学会
- 日本マイクロサージャリー学会
- 日本膜学会
- 日本マクロエンジニアリング学会
- 日本マス・コミュニケーション学会
- 日本麻酔科学会
- 日本マリンエンジニアリング学会
- 日本マンガ学会
- 日本マンション学会
- 日本マイクロカウンセリング学会
- 日本未熟児新生児学会
- 日本水環境学会
- 日本水処理生物学会
- 日本密教学会
- 日本ミトコンドリア学会
- 日本南アジア学会
- 日本脈管学会
- 日本ミュージアム・マネージメント学会
- 日本民事訴訟法学会
- 日本健康学会
- 日本民俗音楽学会
- 日本民俗学会
- 日本民俗建築学会
- 日本未病システム学会
- 日本無機リン化学会
- 日本めまい平衡医学会
- 日本免疫学会
- 日本網膜硝子体学会
- 日本木材学会
- 日本モンゴル学会

日本や行
- 日本野外教育学会
- 日本薬学会
- 日本薬剤学会
- 日本薬物動態学会
- 日本薬理学会
- 日本野蚕学会
- 日本野生動物医学会
- 日本薬剤疫学会
- 日本有機地球化学会
- 日本遊戯療法学会
- 日本有病者歯科医療学会
- 日本油化学会
- 日本雪工学会
- 日本輸血・細胞治療学会
- 日本有機農業学会
- 日本養護教諭教育学会
- 日本養豚学会
- 日本溶媒抽出学会
- 日本余暇学会

日本ら行
- 日本酪農科学会
- 日本ラテンアメリカ学会
- 日本リウマチ学会
- 日本理科教育学会
- 日本陸上競技学会
- 日本陸水学会
- 日本リハビリテイション心理学会
- 日本リハビリテーション医学会
- 日本リモートセンシング学会
- 日本流体力学会
- 日本流通学会
- 日本リウマチ・関節外科学会
- 日本良導絡自律神経学会
- 日本緑内障学会
- 日本緑化工学会
- 日本理論心理学会
- 日本鱗翅学会
- 日本臨床ウイルス学会
- 日本臨床エンブリオロジスト学会
- 日本臨床外科学会
- 日本臨床検査医学会
- 日本臨床催眠学会
- 日本臨床歯周病学会
- 日本臨床死生学会
- 日本臨床神経生理学会
- 日本臨床心理学会
- 日本臨床スポーツ医学会
- 日本臨床生理学会
- 日本臨床動作学会
- 日本臨床微生物学会
- 日本臨床分子形態学会
- 日本臨床麻酔学会
- 日本臨床免疫学会
- 日本臨床モニター学会
- 日本臨床薬理学会
- 日本リハビリテーション連携科学学会
- 日本リスク研究学会
- 日本リスクマネジメント学会
- 日本倫理学会
- 日本臨床心理身体運動学会
- 日本臨床口腔病理学会
- 日本霊長類学会
- 日本冷凍空調学会
- 日本レーザー医学会
- 日本レーザー歯学会
- 日本レオロジー学会
- 日本レジャー・レクリエーション学会
- 日本労働法学会
- 日本老年医学会
- 日本老年看護学会
- 日本老年行動科学会
- 日本老年歯科医学会
- 日本老年社会科学会
- 日本老年精神医学会
- 日本老年泌尿器科学会
- 日本労務学会
- 日本ロシア文学会
- 日本ロールシャッハ学会
- 日本ロボット学会
- 日本ロマンス語学会
- 日本ロジスティクスシステム学会
- 日本労働社会学会

日本わ行
- 日本惑星科学会
- 日本ワクチン学会

### 学会以外
日本学術会議協力学術研究団体のうち、名称に「学会」と付かない学術研究団体（研究会など）は下記のとおり
- アジア系アメリカ文学研究会
- イアシル・ジャパン（国際アイルランド文学協会日本支部）
- エイチ・エー・ビー研究機構
- 延喜式研究会
- 横断型基幹科学技術研究団体連合
- 大阪歴史科学協議会
- 海洋深層水利用
- 化学とマイクロ・ナノシステム研究会
- 形の文化会
- 家畜栄養生理研究会
- 紙パルプ技術協会
- 川端文学研究会
- 環境情報科学センター
- 関西病虫害研究会
- 関東近世史研究会
- がん分子標的治療研究会
- 基礎経済科学研究所
- 九州病害虫研究会
- 近畿化学協会
- 北日本病害虫研究会
- 近代英語協会
- 軽金属溶接構造協会
- 藝能史研究会
- 芸備地方史研究会
- 鶏病研究会
- ゲーテ自然科学の集い
- 原子衝突研究協会
- 藝術学関連学会連合
- 経営関連学会協議会
- 憲法理論研究会
- 考古学研究会
- 国際歯科研究学会日本部会
- 国際数理科学協会
- 国際プロジェクト・プログラム マネジメント学会（国際P2M学会）
- 駒沢宗教学研究会
- 交通工学研究会
- 光化学協会
- 国際環境研究協会
- 国際ジオシンセティックス学会日本支部
- 材料技術研究協会
- Society of Advanced Science (SAS)
- 史学研究会
- 色材協会
- 自然史学会連合
- 自動車技術会
- 情報科学技術協会
- 神道史學會
- 人類学関連学会協議会
- 水産育種研究会
- 石油技術協会
- セメント協会
- 全国憲法研究会
- 戦国史研究会
- 先端材料技術協会
- 生物科学学会連合
- 生活科学系コンソーシアム
- 総合女性史研究会
- ターボ機械協会
- 耐火物技術協会
- たたら研究会
- 台湾史研究会
- 地学団体研究会
- 地方史研究協議会
- 中国文史哲研究会
- 中世史研究会
- 朝鮮史研究会
- 地理教育研究会
- 地域研究学会連絡協議会
- 地域研究コンソーシアム
- 低温工学協会
- DV-Xα研究協会
- 天文教育普及研究会
- 電力土木技術協会
- 銅及び銅合金技術研究会
- 東京慈恵会医科大学成医会
- 東京地学協会
- 統計科学研究会
- 統計研究会
- 東北社会学研究会
- 東洋学・アジア研究連絡協議会
- 東洋史研究会
- 利根川文化研究会
- 東欧史研究会
- 特定非営利活動法人
- におい・かおり環境協会
- 肉用牛研究会
- 日本アイソトープ協会
- 日本アジア協会
- 日本ヴァージニア・ウルフ協会
- 日本ウィリアム・フォークナー協会
- 日本オルフ音楽教育研究会
- 日本科学者会議
- 日本学際会議
- 日本カント協会
- 日本顔面神経研究会
- 日本化学連合
- 日本看護系学会協議会
- 日本義肢装具士協会
- 日本ギャスケル協会
- 日本矯正歯科協会
- 日本経済学会連合
- 日本下水道協会
- 日本建設機械化協会
- 日本ゲーテ協会
- 日本化粧品技術者会
- 日本経済思想史研究会
- 日本高圧力技術協会
- 日本工学教育協会
- 日本光合成研究会
- 日本考古学協会
- 日本感染症医薬品協会
- 日本交通科学協議会
- 日本ゴム協会
- 日本コンクリート工学会
- 日本子ども健康科学会（子どもの心・体と環境を考える会）
- 日本鋼構造協会
- 日本材料試験技術協会
- 日本作業療法士協会
- 日本シェイクスピア協会
- 日本ジェイムズ・ジョイス協会
- 日本シェリング協会
- 日本史研究会
- 日本史攷究会
- 日本実験動物技術者協会
- 日本実験動物環境研究会
- 日本視能訓練士協会
- 日本獣医針灸学研究会
- 日本循環器管理研究協議会
- 日本小児保健協会
- 日本ショーペンハウアー協会
- 日本女子体育連盟
- 日本女性科学者の会
- 日本真空協会
- 日本歯学系学会協議会
- 日本ジョージ・エリオット協会
- 日本水道協会
- 日本セラミックス協会
- 日本測量協会
- 日本大ダム会議
- 日本地球惑星科学連合
- 日本地形学連合
- 日本茶業学会
- 日本鉄鋼協会
- 日本鉄道技術協会
- 日本図書館研究会
- 日本豚病研究会
- 日本図書館文化史研究会
- 日本ナサニエル・ホーソーン協会
- 日本熱処理技術協会
- 日本脳神経外科コングレス
- 日本ハーディ協会
- 日本胚移植研究会
- 日本ピアノ教育連盟
- 日本非破壊検査協会
- 日本ビフィズス菌センター
- 日本微生物学連盟
- 日本ブロンテ協会
- 日本分類学会連合
- 日本風力エネルギー協会
- 日本文学協会
- 日本保育園保健協議会
- 日本保育協会
- 日本方言研究会
- 日本診療放射線技師会
- 日本防錆技術協会
- 日本メンデル協会
- 日本緬羊研究会
- 日本木材加工技術協会
- 日本木材保存協会
- 日本モンテッソーリ協会
- 日本ヤスパース協会
- 日本溶射協会
- 日本理学療法士協会
- 日本リハビリテーション工学協会
- 日本臨床衛生検査技師会
- 日本ルイス・キャロル協会
- 日本歴史学協会
- 日本労使関係研究協会
- 日本ロレンス協会
- 根研究会
- 農村建築研究会
- 農林水産技術情報協会
- パーソナルコンピュータユーザ利用技術協会
- 比較都市史研究会
- ヒコビア会
- 美味技術研究会
- 兵庫地理学協会
- 表面技術協会
- 広島史学研究会
- 粉体粉末冶金協会
- 腐食防食協会
- 部落問題研究所
- プレストレストコンクリート技術協会
- 分子シミュレーション研究会
- 分離技術会
- 放射線生物研究会
- 北陸病害虫研究会
- マトリックス研究会
- マルクス・エンゲルス研究者の会
- 密教研究会
- 美夫君志会
- 民主主義科学者協会法律部会
- 物語研究会
- 唯物論研究協会
- 有機合成化学協会
- 林木育種協会
- 臨床微生物迅速診断研究会
- 林業経済研究所
- 歴史科学協議会
- 歴史学研究会
- 歴史教育者協議会
- ロシア史研究会
- 早稲田大学東洋史懇話会
- 早稲田大学東洋哲学会

## 学会名鑑
学会名鑑（がっかいめいかん）とは、日本学術会議と日本学術協力財団によって、1988年（昭和63年）から1996年（平成8年）まで発行されていた『全国学術研究団体総覧』を引き継ぐ形で、2001年（平成13年）から同じく日本学術会議と日本学術協力財団が3年おきに発行したパンフレット（冊子）。2007年の『学会名鑑2007～9年度版』をもって、パンフレットとしての発行を終了。2011年（平成23年）7月29日には日本学術会議、日本学術協力財団、科学技術振興機構が共同でオンライン・データベースである「『学会名鑑』Web版」の運営を開始し、以後「Web版」のみが提供されている。五十音順や「人文・社会科学」、「生命科学」、「理学・工学」といった分野別での検索が可能となっている。また、科学技術情報発信・流通総合システム（J-STAGE）や研究開発支援総合ディレクトリ（ReaD、2011年11月に「researchmap」に統合）といった他のデータベースとも提携し、それぞれの情報も『学会名鑑』にリンクされている。内容は各学会ごとに「実態調査」を行った上で記載される。2016年（平成28年）にリニューアルされた。